# Torrent de les Salines (Cardener)
El Torrent de les Salines (també conegut amb els noms de Barranc de les Salines i en el tram que va des del punt en què travessa la carretera LV-4241 fins a la seva desembocadura al pantà de la Llosa del Cavall els habitants de la contrada l'anomenen també Torrent Torriol) és un afluent per la dreta del Cardener a la Vall de Lord.

## Descripció

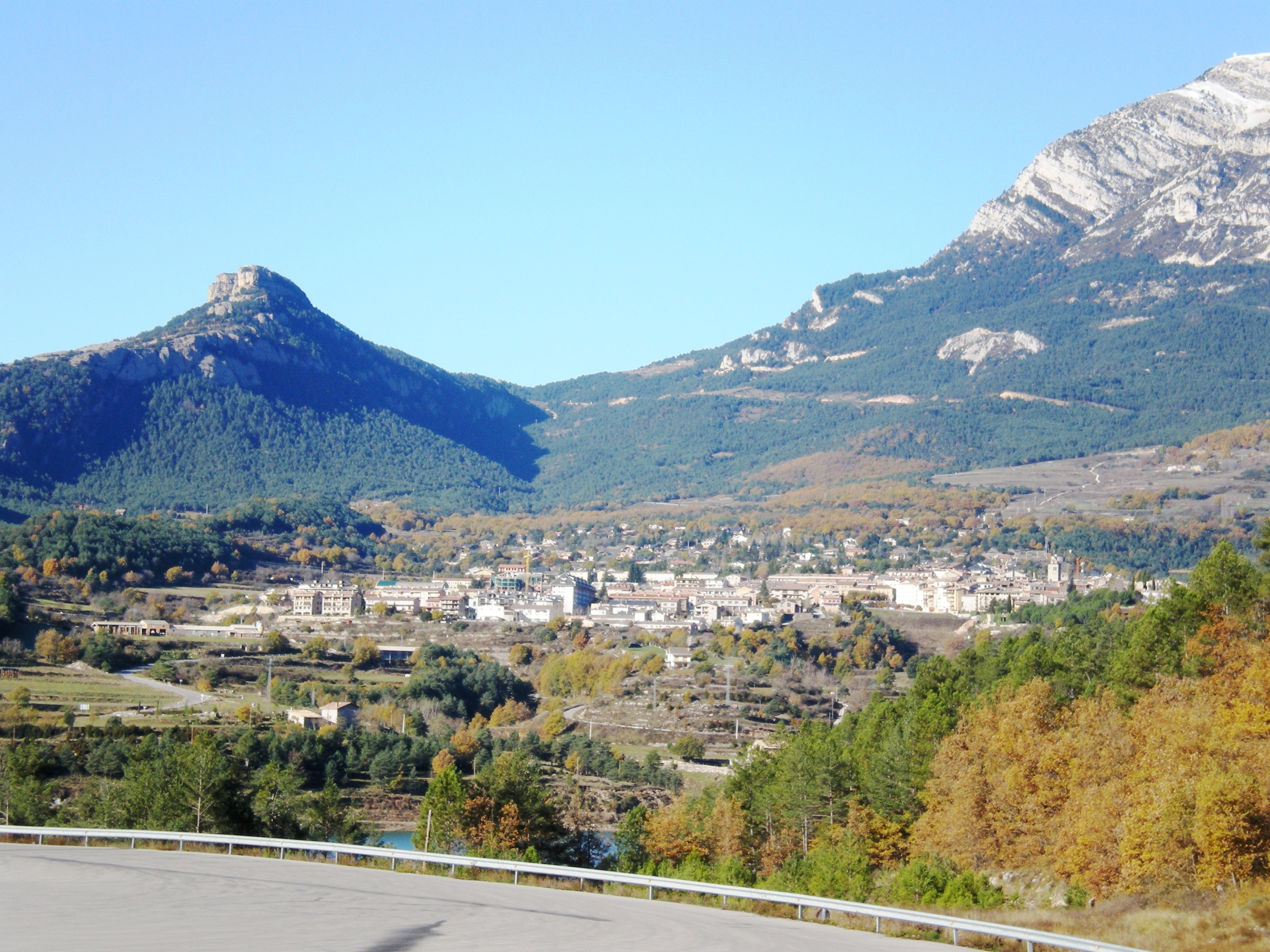
El tram superior del torrent

De direcció predominant oest-est, s'escola per la vall que s'obre entre el vessant meridional de la Serra de Querol, al massís del Port del Comte i el vessant septentrional de la Serra de la Creu del Codó en la primera meitat del seu recorregut i la del Serrat de la Creueta a la segona meitat.
D'un recorregut de poc més de 6 km, neix a Coll de Jou (municipi de Guixers), a 1.459 msnm i desemboca al pantà de la Llosa del Cavall a 800 msnm d'altitud, després d'haver passat per Vilamantells i deixat a la seva esquerra la vila de Sant Llorenç de Morunys.
Els primers 500 m. del seu recorregut estan integrats en el Pla d'Espais d'Interès Natural (PEIN) de la Generalitat de Catalunya i més concretament en l'espai Serres de Busa-Els Bastets-Lord i el km següent en fa de frontera nord.

## Termes municipals que travessa
Des del seu naixement, el Torrent de les Salines passa successivament pels següents termes municipals.
|                                                        | Longitud (en m.) | % del recorregut |
| ------------------------------------------------------ | ---------------- | ---------------- |
| Per l'interior del municipi de Guixers                 | 3.368            | 54,9%            |
| Per l'interior del municipi de Sant Llorenç de Morunys | 2.768            | 45,1%            |

## Xarxa hidrogràfica
La xarxa hidrogràfica del Torrent de les Salines està integrada per un total d'11 cursos fluvials dels quals, 6 són subsidiaris de 1r nivell de subsisiaritat i 4 ho són de 2n nivell. La totalitat de la xarxa suma una longitud de 15.065 m.

## Perfil

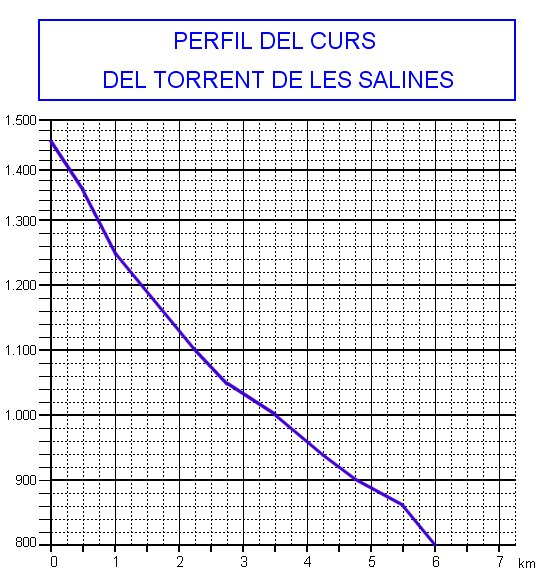
El perfil del curs del Torrent de les Salines